# Bee Gees First Hits
A  Bee Gees First Hits című lemez a Bee Gees  együttes 1960-as években keletkezett dalaiból kiadott válogatáslemez. A lemez zenei anyaga megegyezik a The Bee Gees lemez harmadik lemezével.

## Az album dalai
1. Massachusetts (Barry, Robin és Maurice Gibb) – 2:25
2. I've Got to Get a Message to You (Barry, Robin és Maurice Gibb) – 2:58
3. World (Barry, Robin és Maurice Gibb) – 3:13
4. Holiday (Barry és Robin Gibb) – 2:56
5. New York Mining Disaster 1941 (Barry és Robin Gibb) – 2:10
6. To Love Somebody (Barry és Robin Gibb) – 3:00
7. I Close My Eyes (Barry, Robin és Maurice Gibb) – 2:24
8. In My Own Time (Barry és Robin Gibb) – 2:17
9. Every Christian Lion Hearted Man Will Show You (Barry, Robin és Maurice Gibb) – 3:38
10. Cucumber Castle (Barry és Robin Gibb) – 2:04
11. I Can't See Nobody (Barry, Robin és Maurice Gibb) – 3:45
12. Words (Barry, Robin és Maurice Gibb) – 3:18
13. I Started a Joke – 3:08
14. Craise Finton Kirk Royal Academy of Arts (Barry és Robin Gibb) – 2:18
15. One Minute Woman (Barry és Robin Gibb) – 2:19
16. Close Another Door (Barry, Robin és Maurice Gibb) – 3:29

## Közreműködők
- The Bee Gees